# Oliver Antman
Oliver Antman (Vantaa, 15 agosto 2001) è un calciatore finlandese, centrocampista dei Rangers e della nazionale finlandese.

## Caratteristiche tecniche
È un centrocampista offensivo.

## Carriera

### Club
Cresciuto nel settore giovanile del TiPS, nel 2018 viene acquistato dal Gnistan, club militante in Kakkonen; debutta il 28 aprile 2018 in occasione dell'incontro vinto 3-0 contro il MyPa  ed il 20 giugno seguente realizza la sua prima rete, nel pareggio per 1-1 contro il FCV.
Il 27 agosto 2018 viene acquistato a titolo definitivo dal Nordsjælland; inizialmente aggregato alla formazione Under-19, nel febbraio del 2019 inizia ad essere aggregato alla prima squadra, con cui debutta il 30 marzo nel pareggio a reti inviolate contro il Midtjylland. nell'agosto seguente rinnova il proprio contratto fino al 2024 ed il 19 febbraio 2020 realizza la sua prima rete con il club danese nell'ampia vittoria casalinga per 6-0 contro l'Horsens.
Il 13 agosto 2024 viene ufficializzato il suo passaggio a titolo definitivo agli olandesi del Go Ahead Eagles, militante in Eredivisie.
Il 4 agosto 2025 si trasferisce ai Rangers, firmando un contratto valido fino al 2029.

### Nazionale
Dopo avere rappresentato le selezioni giovanili finlandesi, il 26 settembre 2022 esordisce in nazionale maggiore nel successo per 0-2 in casa del Montenegro, in cui realizza pure il primo gol della sua squadra.

## Statistiche

### Presenze e reti nei club
Statistiche aggiornate al 12 agosto 2025.
| Stagione            | Squadra             | Campionato          | Campionato | Campionato | Coppe nazionali | Coppe nazionali | Coppe nazionali | Coppe continentali | Coppe continentali | Coppe continentali | Altre coppe | Altre coppe | Altre coppe | Totale | Totale | Totale |
| Stagione            | Squadra             | Comp                | Pres       | Reti       | Comp            | Pres            | Reti            | Comp               | Pres               | Reti               | Comp        | Pres        | Reti        | Pres   | Reti   |        |
| ------------------- | ------------------- | ------------------- | ---------- | ---------- | --------------- | --------------- | --------------- | ------------------ | ------------------ | ------------------ | ----------- | ----------- | ----------- | ------ | ------ | ------ |
| 2018                | Gnistan             | K                   | 7          | 1          | CF+CdL          | 0               | 0               | -                  | -                  | -                  | -           | -           | -           | 7      | 1      |        |
| 2018-2019           | Nordsjælland        | SL                  | 5          | 0          | CD              | 0               | 0               | -                  | -                  | -                  | -           | -           | -           | 5      | 0      |        |
| 2019-2020           | Nordsjælland        | SL                  | 5          | 1          | CD              | 0               | 0               | -                  | -                  | -                  | -           | -           | -           | 5      | 1      |        |
| 2020-2021           | Nordsjælland        | SL                  | 19         | 1          | CD              | 2               | 1               | -                  | -                  | -                  | -           | -           | -           | 19     | 1      |        |
| 2021-2022           | Nordsjælland        | SL                  | 26         | 5          | CD              | 2               | 1               | -                  | -                  | -                  | -           | -           | -           | 28     | 6      |        |
| 2022-gen. 2023      | Nordsjælland        | SL                  | 16         | 2          | CD              | 3               | 1               | -                  | -                  | -                  | -           | -           | -           | 19     | 3      |        |
| gen.-giu. 2023      | Groningen           | ED                  | 11         | 2          | CO              | -               | -               | -                  | -                  | -                  | -           | -           | -           | 11     | 2      |        |
| 2023-2024           | Nordsjælland        | SL                  | 22         | 3          | CD              | 2               | 0               | UECL               | 4                  | 0                  | -           | -           | -           | 28     | 3      |        |
| lug.-ago. 2024      | Nordsjælland        | SL                  | 3          | 1          | CD              | 0               | 0               | -                  | -                  | -                  | -           | -           | -           | 3      | 1      |        |
| Totale Nordsjælland | Totale Nordsjælland | Totale Nordsjælland | 96         | 13         |                 | 9               | 3               |                    | 4                  | 0                  |             | -           | -           | 109    | 16     |        |
| ago. 2024-2025      | Go Ahead Eagles     | ED                  | 32         | 6          | CO              | 4               | 0               | UECL               | -                  | -                  | -           | -           | -           | 36     | 6      |        |
| 2025-2026           | Rangers             | SP                  | 1          | 0          | CS+CdL          | 0               | 0               | UCL                | 2                  | 0                  | -           | -           | -           | 3      | 0      |        |
| Totale carriera     | Totale carriera     | Totale carriera     | 147        | 22         |                 | 13              | 3               |                    | 6                  | 0                  |             | -           | -           | 166    | 25     |        |

### Cronologia presenze e reti in nazionale
| Cronologia completa delle presenze e delle reti in nazionale ― Finlandia | Cronologia completa delle presenze e delle reti in nazionale ― Finlandia | Cronologia completa delle presenze e delle reti in nazionale ― Finlandia | Cronologia completa delle presenze e delle reti in nazionale ― Finlandia | Cronologia completa delle presenze e delle reti in nazionale ― Finlandia | Cronologia completa delle presenze e delle reti in nazionale ― Finlandia | Cronologia completa delle presenze e delle reti in nazionale ― Finlandia | Cronologia completa delle presenze e delle reti in nazionale ― Finlandia |
| Data                                                                     | Città                                                                    | In casa                                                                  | Risultato                                                                | Ospiti                                                                   | Competizione                                                             | Reti                                                                     | Note                                                                     |
| ------------------------------------------------------------------------ | ------------------------------------------------------------------------ | ------------------------------------------------------------------------ | ------------------------------------------------------------------------ | ------------------------------------------------------------------------ | ------------------------------------------------------------------------ | ------------------------------------------------------------------------ | ------------------------------------------------------------------------ |
| 26-9-2022                                                                | Podgorica                                                                | Montenegro                                                               | 0 – 2                                                                    | Finlandia                                                                | UEFA Nations League 2022-2023 - 1º turno                                 | 1                                                                        | 88’                                                                      |
| 17-11-2022                                                               | Skopje                                                                   | Macedonia del Nord                                                       | 1 – 1                                                                    | Finlandia                                                                | Amichevole                                                               | 1                                                                        | 83’                                                                      |
| 20-11-2022                                                               | Oslo                                                                     | Norvegia                                                                 | 1 – 1                                                                    | Finlandia                                                                | Amichevole                                                               | -                                                                        | 84’                                                                      |
| 23-3-2023                                                                | Copenaghen                                                               | Danimarca                                                                | 3 – 1                                                                    | Finlandia                                                                | Qual. Euro 2024                                                          | 1                                                                        | 34’ 72’                                                                  |
| 16-6-2023                                                                | Helsinki                                                                 | Finlandia                                                                | 2 – 0                                                                    | Slovenia                                                                 | Qual. Euro 2024                                                          | 1                                                                        | 79’                                                                      |
| 19-6-2023                                                                | Helsinki                                                                 | Finlandia                                                                | 6 – 0                                                                    | San Marino                                                               | Qual. Euro 2024                                                          | -                                                                        | 61’                                                                      |
| 7-9-2023                                                                 | Astana                                                                   | Kazakistan                                                               | 0 – 1                                                                    | Finlandia                                                                | Qual. Euro 2024                                                          | 1                                                                        | 85’                                                                      |
| 10-9-2023                                                                | Helsinki                                                                 | Finlandia                                                                | 0 – 1                                                                    | Danimarca                                                                | Qual. Euro 2024                                                          | -                                                                        | 62’                                                                      |
| 21-3-2024                                                                | Cardiff                                                                  | Galles                                                                   | 4 – 1                                                                    | Finlandia                                                                | Qual. Euro 2024                                                          | -                                                                        | 73’                                                                      |
| 26-3-2024                                                                | Helsinki                                                                 | Finlandia                                                                | 2 – 1                                                                    | Estonia                                                                  | Amichevole                                                               | -                                                                        | 65’                                                                      |
| 7-6-2024                                                                 | Glasgow                                                                  | Scozia                                                                   | 2 – 2                                                                    | Finlandia                                                                | Amichevole                                                               | 1                                                                        | 57’                                                                      |
| 7-9-2024                                                                 | Il Pireo                                                                 | Grecia                                                                   | 3 – 0                                                                    | Finlandia                                                                | UEFA Nations League 2024-2025 - 1º turno                                 | -                                                                        | 62’                                                                      |
| 10-9-2024                                                                | Londra                                                                   | Inghilterra                                                              | 2 – 0                                                                    | Finlandia                                                                | UEFA Nations League 2024-2025 - 1º turno                                 | -                                                                        | 74’                                                                      |
| 10-10-2024                                                               | Helsinki                                                                 | Finlandia                                                                | 1 – 2                                                                    | Irlanda                                                                  | UEFA Nations League 2024-2025 - 1º turno                                 | -                                                                        | 65’                                                                      |
| 13-10-2024                                                               | Helsinki                                                                 | Finlandia                                                                | 1 – 3                                                                    | Inghilterra                                                              | UEFA Nations League 2024-2025 - 1º turno                                 | -                                                                        | 82’                                                                      |
| 14-11-2024                                                               | Dublino                                                                  | Irlanda                                                                  | 1 – 0                                                                    | Finlandia                                                                | UEFA Nations League 2024-2025 - 1º turno                                 | -                                                                        | 64’                                                                      |
| 17-11-2024                                                               | Helsinki                                                                 | Finlandia                                                                | 0 – 2                                                                    | Grecia                                                                   | UEFA Nations League 2024-2025 - 1º turno                                 | -                                                                        | 67’                                                                      |
| 21-3-2025                                                                | Ta' Qali                                                                 | Malta                                                                    | 0 – 1                                                                    | Finlandia                                                                | Qual. Mondiali 2026                                                      | 1                                                                        | 82’                                                                      |
| 24-3-2025                                                                | Kaunas                                                                   | Lituania                                                                 | 2 – 2                                                                    | Finlandia                                                                | Qual. Mondiali 2026                                                      | -                                                                        | 86’                                                                      |
| 7-6-2025                                                                 | Helsinki                                                                 | Finlandia                                                                | 0 – 2                                                                    | Paesi Bassi                                                              | Qual. Mondiali 2026                                                      | -                                                                        |                                                                          |
| 10-6-2025                                                                | Helsinki                                                                 | Finlandia                                                                | 2 – 1                                                                    | Polonia                                                                  | Qual. Mondiali 2026                                                      | -                                                                        | 86’                                                                      |
| Totale                                                                   |                                                                          | Presenze                                                                 | 22                                                                       |                                                                          | Reti                                                                     | 7                                                                        |                                                                          |

## Palmarès

### Club

#### Competizioni nazionali
- Coppa dei Paesi Bassi: 1

Go Ahead Eagles: 2024-2025